# Teorema lui Brianchon
În geometrie, teorema lui Brianchon este corelativă [lui Pascal|teoremei lui Pascal] și se poate deduce din aceasta.
A fost descoperită în 1806 de Charles Julien Brianchon și îi poartă numele.

## Teorema Brianchon
Condiția necesară și suficientă ca 6 drepte să fie tangente unei conice este ca aceasta să constituie laturile unui hexagon Brianchon (adică un hexagon pentru care dreptele ce unesc orice vârf cu vârful opus să fie concurente).

### Geometrie plană
Într-un hexagon circumscris unui cerc diagonalele sunt concurente.